# Ute Vinzing
Ute Vinzing es una soprano dramática alemana nacida en 1936.
Alumna de Martha Mödl, debutó en Lübeck en 1958 como Marenka en La Novida vendida de Smetana. Perteneció al elenco del Teatro de Wuppertal (1971-76). Su repertorio incluyó óperas de Verdi, Beethoven, Richard Strauss y especialmente Wagner.
Su carrera internacional se desarrolló en Europa cantando Kundry, Isolde y Leonora además de Seattle donde cantó Brünnhilde (1975-84) y el Teatro Colón de Buenos Aires donde cantó entre 1976 y 1991 como Elsa y Ortrud de Lohengrin, Isolda, Elektra y las tres Brunildas de El anillo del nibelungo.
Como Elektra debutó en el Metropolitan Opera House de Nueva York en 1984, grabó Die Frau ohne Schatten en la versión integral dirigida por Wolfgang Sawallisch. En 1989 cantó Brunilda en la visita de la Ópera de Berlín a Washington.

## Discografía referencial
- R.Strauss, Die Frau ohne Schatten, Sawallisch
- R.Strauss, Elektra, Perick (Radio France, 1984)[1]
- Arias y escenas de Beethoven, Wagner y Strauss